# 키프로스가시쥐
키프로스가시쥐(Acomys nesiotes)는 쥐과에 속하는 설치류이다. 야행성 동물이고 일반적으로 건조 지역에서 발견된다. 1980년에 마지막으로 신뢰할 만한 발견 기록 이후에는 2007년에 4 마리가 재발견되기 이전까지 상당한 노력이 없었다. 개체수에 관한 충분한 정보가 없기 때문에 국제 자연 보전 연맹(IUCN)이 "정보부족종"으로 분류하고 있다.